# Sigfrid Larsson i Svalöv
Sigfrid Larsson (i riksdagen kallad Larsson i Svalöv), född 17 september 1894 i Borlunda församling, Malmöhus län, död 5 juli 1980 i Svalövs församling, Malmöhus län, var en svensk rektor och politiker (centerpartist).
Larsson var ledamot av riksdagens första kammare från 1953, invald i Malmöhus läns valkrets.